# شافو أودادجيان
شافو أودادجيان (بالأرمنية: Շավո Օդաջյան); (بالإنجليزية: Shavo Odadjian)‏ (ولد كـ شافارش أودادجيان في 22 من شهر أبريل (نيسان) 1974 يريفان في أرمينيا) منتج وموسيقي أمريكي من أصل أرميني ومعروف أيضا بكونه أحد أعضاء فرقة الروك الأمريكية سيستم أوف أ داون المتحصل على جائزة غرامي وعازف الباس الخاص بالفريق. هو أيضا رسام. خلال فترة توقف الفرقة من عام 2006 حتى عام 2010، تعاون أودادجيان مع روبرت فيتزجيرالد ديغز مؤسس وو تانغ كلان في مشروع أشوزان ، الذي ساهم في عدد من الأغاني إلى الصورة المتحركة لشركة بابيلون أد. أصدر ألبوما في عام 2015.

## شبابه
ولد شافو أودادجيان في يريفان، أرمينيا. إلا أنه ترعرع في لوس أنجلوس إثر انتقاله إليها في سن مبكرة جدًا، حيث التحق بمدرسة أليكس بليبوس الابتدائية هناك، وهي مدرسة أرمنية، فيها التقى بزملائه المستقبلين دارون مالاكيان وسيرج تانكيان، مع أنهم لم يكونوا أصدقاء في ذلك الوقت بسبب وجود فرق العمر بينهم. وقد ذكر أودادجيان خلال شبابه أنه قضى معظم وقته في التزلج على الألواح والاستماع إلى موسيقى البانك. من بين أمور أخرى، وهو معجب كبير بفرق كينديز، كييس، سلاير، البيتلز، فتأثر بهم في موسيقاه ومهنته.

## مسيرته في التسجيل

### فرقة سيستم أوف آى دون
أثناء دراسته علم النفس والفنون في آن واحد في الكلية والعمل في أحد البنوك، بدأ أودادجيان إدارة فرقة سول الذي كان دارن مالاكيان وسرج تانكيان جزءًا منها عام 1993. إذ قابلهم أودادجيان في استوديو للتسجيل. طلبا مساعدته، فأصبح مديرًا للفرقة. ذكر هذا الأخير في مقابلة أن تأمين أول حفل محلي للفرقة كان صراعا:
كنت أدير الفرقة ولم يكن لدينا أي شريط عرض، ولم يكن لدينا مال، لكننا أردنا أن نعزف. كنت أعمل في البنك وبين التحويلات البرقية، قمت بالاتصال بمسرح روكسي. "هل يمكنك أن تعطينا عرضًا يا رجل؟ إيدي، اعطنا عرضا. سيقول، "أحتاج إلى شريط تجريبي، لا أستطيع أن أعرض عليكم مباشرة". في خمس دقائق، إتصلت مرة أخرى. في أحد الأيام انفجر روكسي وقال: "جيد! بع 75 تذاكر ". فبعنا 150.
في عام 1995، أصبح أودادجيان عازف الباص الدائم للفرقة. أطلقوا على أنفسهم اسم «نظام لأسفل»، بعد أن استوحوا الاسم من قصيدة كتبها زميلهم في الفرقة دارون مالاكيان بعنوان «ضحايا النزول». لم يكن أوداجيان محبا لوصف «الضحايا»، واعتقد أن كلمة «النظام» قد بلغت جمهورًا أكبر بكثير. وقد ذكرت الفرقة أنها ترغب أيضًا في وضع أسطواناتها المدمجة في المتاجر إلى جانب الفرقة المفضلة لها، سلاير. في نفس الفترة نقل أودادجيان مسؤولياته الإدارية الأصلية إلى شركة فلفت هامر للموسيقى. وكان أول إصدار لهم بعنوان «سكر».
بعد فترة وجيزة، انضم لاعب الدرامز آندي خاشاتوريان إلى الفرقة ولكن تم استبداله في عام 1997 بعازف الدرامز جون دولاميان بسبب إصابة في اليد.
يرجع الفضل إلى أودادجيان في كتابة كلمات العديد من أغاني الفرقة مثل «السمية»، «سكر»، «جيت بايلوت»، «ترتد»، «العقل»، «الحلم»، و «يو-فيغ». قام بإخراج غالبية أشرطة فيديوهاتها الموسيقية، وهو مسؤول عن تصميم المسرح والإضاءة لكل من العروض الحية.
وتعليقًا على سمعة فرقته بالعنيفة في كلماتها تجاه المجتمع والسياسة، رفض أوداجيان وصفها في المقابلات بالفرقة السياسية. فقال في أحدها:
نحن لسنا فرقة سياسية. [...] نحن فرقة حياة. في العالم الذي نعيش فيه اليوم، تلعب السياسة دورًا رئيسيًا في كل حياتنا، لذلك بالطبع سنتحدث عن السياسة، لكننا نتحدث أيضًا عن الجنس والمخدرات والضحك والبكاء والحزن والموت والحياة، بما في ذلك السياسة... إذا كتبت أغنية عن نيو أورليانز لأن المساعدة لم تأت إليها من بلدها لمدة أربعة أيام، فستتحدث عن ذلك. هذا شيء قوي هذا ضخم، هذا كبير، وهذا يحدث الآن. لكن هذا لا يجعلنا فرقة سياسية. هذا يجعلنا فرقة ترفع الوعي حول بعض القضايا.
توقفت الفرقة عن النشاط بين عامي 2006 و 2010، إذ ركز أعضاء المجموعة على مشاريع خاصة أخرى. في 23 نوفمبر 2010، أصدرت الشركة بيانًا رسميًا تعلن أنها ستشارك في عدد من المهرجانات الأوروبية في عام 2011، كما أنها قامت بعدد من العروض في غرب أمريكا الشمالية أيضًا.

## روابط خارجية
- شافو أودادجيان على موقع IMDb (الإنجليزية)
- شافو أودادجيان على موقع ميوزك برينز (الإنجليزية)
- شافو أودادجيان على موقع إن إن دي بي (الإنجليزية)
- شافو أودادجيان على موقع أول ميوزيك (الإنجليزية)
- شافو أودادجيان على موقع ديسكوغز (الإنجليزية)
- شافو أودادجيان على موقع قاعدة بيانات الفيلم (الإنجليزية)